# きたない歯を守り抜け!
きたない歯を守り抜け!（きたないはをまもりぬけ！ Operation:T.E.E.T.H.）はカートゥーンネットワークで放映中の海外アニメKND ハチャメチャ大作戦のエピソードで、第3話Bパート。
米国では2002年12月13日に初出。日本初放送は2004年9月5日。
- 原作：Tom Warburton
- ストーリーボード：Joe St.Pierre

## あらすじ
キャンディーの買出しに行ったナンバー3が何者かに襲われて、歯をきれいにされてしまう。その後も次々と歯をきれいに治療されてしまうKNDメンバー。その裏には正体不明の怪人・ナイトブレイスの影があった。

## 詳細
ナンバー3はキャンディーを買いに行く任務の帰り道に何者かに襲われてしまう。その結果彼女は汚い歯を治療されて、きれいにされてしまった。汚い歯はKNDの誇りであるため憤慨するメンバーたち。再び歯を汚くしようと、お菓子屋に向かう。その途中で出会った歯科医のドクター・ティーフに無料の歯科検診を受けるように勧められるが、KNDは彼を無視して行ってしまう。
夜だったので菓子屋は閉まっていたが、KNDの訪問に気づいた店主のミスター・ジェリーは快く店を開けてくれる。KNDの経費で思い思いの菓子を買い込んで帰る5人だったが、うるさくお喋りを続けていたナンバー4が途中で何者かに連れ去られたことに、誰も気付かなかった。
ツリーハウスに戻ると、先程いなくなったナンバー4が巨大な矯正器具をつけられて縛り付けられていた。そこには『ナイトブレイス』というタグが付けられており、ナンバー1たちは歯科医の犯行と推理する。がすぐにナンバー2とナンバー5も姿を消し、蜘蛛の巣状のデンタルフロスで歯と体中を固められた状態で発見される。ナンバー1は歯科医が犯人だと確信して、おとり作戦を決行することに。
路地裏にナンバー1のダミー人形を仕掛けてナンバー1はくず箱の中、ナンバー3は通気孔、ナンバー4は新聞の山、ナンバー2とナンバー5はゴミ袋の中にそれぞれ隠れて様子を見ている。すると怪人ナイトブレイスが姿を現わしてダミー人形の歯を磨き始めたので、その隙をついてKNDは攻撃を仕掛ける。しかしナイトブレイスはナンバー1を歯磨き粉で足止めすると、デンタルフロスで繋がったナンバー2とナンバー5を自らの矯正器具を投げて撃退し、ナンバー3がきれいな歯で仕掛けた目くらまし攻撃をデンタルミラーで跳ね返すと、歯科医院の窓へと逃げ込んでいった。KNDはさらに追跡する。
犯人のテリトリー内のため警戒するKNDだが、まずナンバー4が自分につけられた重い矯正器具をナイトブレイスの足にぶつけ、さらにナンバー3がきれいな歯を光らせて目くらましをし、ナンバー2とナンバー5がデンタルフロスで弾き倒す。追いつめた犯人の正体が歯科医のドクター・ティーフであると確信していたナンバー1は、彼を告発しようとした。
しかし、その瞬間ドクター・ティーフが部屋のドアを開けて入ってきた。犯人は彼ではなかったのだ。驚いたナンバー1がナイトブレイスの仮面を剥ぎ取ると、そこには菓子屋の主人ミスター・ジェリーの顔があった。ミスター・ジェリーは昔から歯を抜くのが大好きで歯医者になったものの、趣味が高じて健康な子供の歯も治療してしまったため、歯科大学を追放されたために、家業の菓子屋を継がざるをえなくなったのだった。子供たちが虫歯の原因であるお菓子を食べているのを見るのが辛かったので、夜はナイトブレイスに変身して無理矢理子どもの歯の治療をしていたのである。
全てを暴露したナイトブレイスことミスター・ジェリーが治療台に座るとロボットに変形する。歯磨き粉でナンバー2、ナンバー3、ナンバー4、ナンバー5を固めてしまった彼は、ナンバー1を拘束して歯の治療をしようとする。
そこにタフィーを持ったドクター・ティーフが登場する。密かに大好物であったタフィーを投げつけられたミスター・ジェリーは食べるのにすっかり夢中になり、タフィーが絡まった椅子は誤動作してついにミスター・ジェリーを捕まえる。
ついに怪人ナイトブレイスを倒したKNDたちにドクター・ティーフは、ミスター・ジェリーに菓子屋を辞めさせて、代わりに暇を持てあましているドクター・ティーフの弟が店を継ぐことを話す。事件が解決したのでまたKNDに歯科検診を勧めるドクター・ティーフだが、子どもたちはそれをあっさりと無視し、ドクター・ティーフを怒らせて帰っていくのであった。

## 主な登場人物
- ナンバー1
- ナンバー2
- ナンバー3
- ナンバー4
- ナンバー5
- ドクター・ティーフ（シグモンド・ティーフ）
- ミスター・ジェリー
- ナイトブレイス

## 補足
メインの5人全員が活躍するエピソード。
登場シーンの演出や暗い過去を語る場面、仮面を剥ぐ場面などお約束のシーンが見られることから、怪人ナイトブレイスのモティーフは恐らくバットマンやスポーンといったダークヒーロー物と思われる。バットマンに登場する初代ロビンは後にナイトウィングというヒーローとなっている。ナイトブレイスという名前のモティーフはこの辺りだと推測される。